# Парусовая
Парусовая — река в России, основная часть реки протекает по территории Красноселькупского района Ямало-Ненецкого автономного округа и небольшая часть по Туруханскому району Красноярского края. Устье реки находится в 380 км по правому берегу Таза. Длина реки — 211 км, площадь водосборного бассейна — 2000 км².

## Притоки
- 18 км: Берёзовая
- 27 км: Малая Парусовая
- 116 км: река без названия
- 151 км: река без названия
- 186 км: Нёмальнярылькы

## Данные водного реестра
По данным государственного водного реестра России относится к Нижнеобскому бассейновому округу, водохозяйственный участок реки — Таз, речной подбассейн реки — подбассейн отсутствует. Речной бассейн реки — Таз.
Код объекта в государственном водном реестре — 15050000112115300069442.